# 中国石油天然气股份

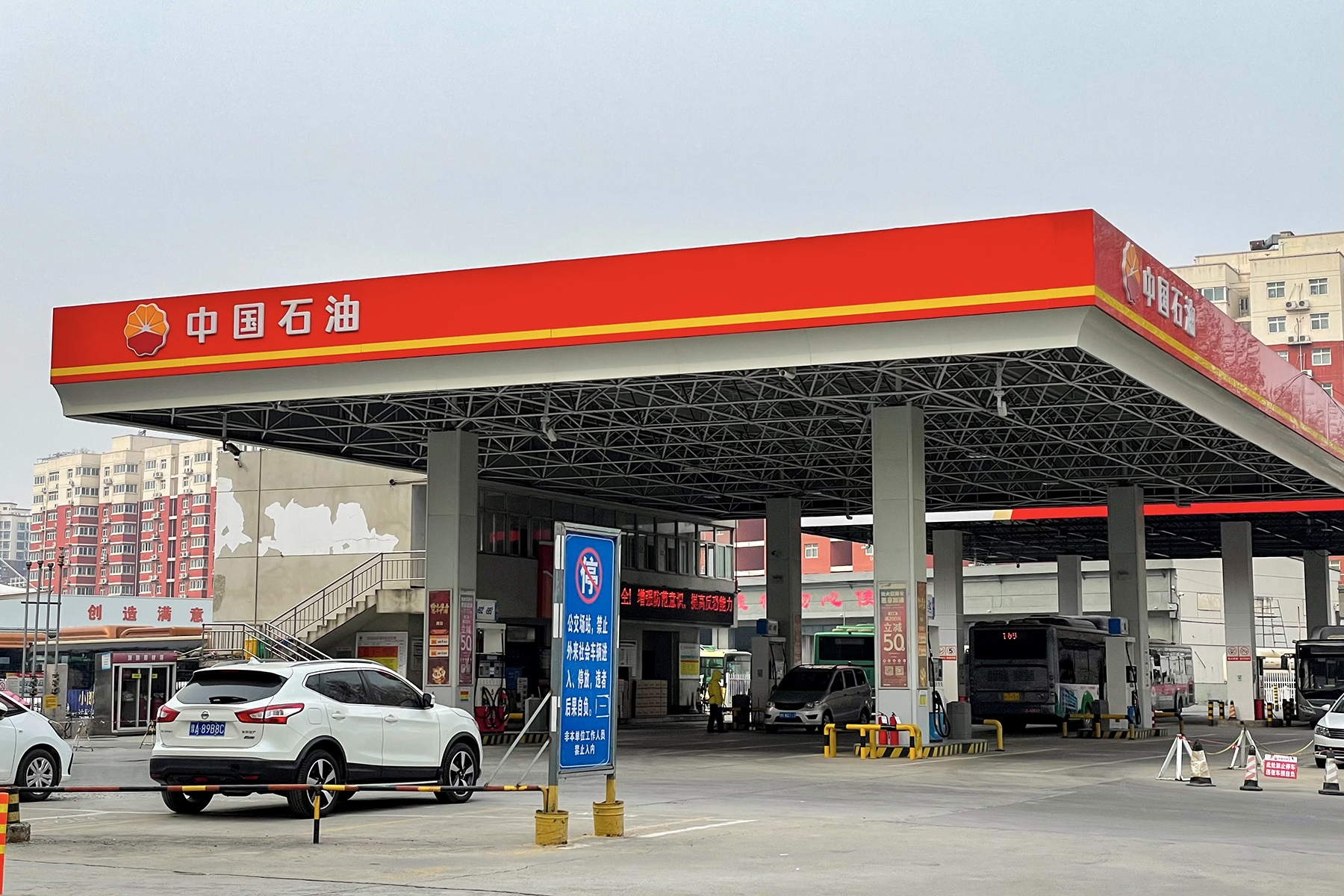
中国石油加油站

中国石油天然气股份有限公司（英語：PetroChina Company Limited，上交所：601857，港交所：0857，：PTR）是一家在中华人民共和国注册的上市公司，簡稱中国石油，于1999年11月5日由中国石油天然气集团公司发起成立，主要從事与原油和天然气相关的各项业务。公司董事长戴厚良，总裁黄永章。
2022年，中国石油在福布斯全球2000大上市公司排行榜中位列第21名。

## 歷史
中国石油天然气股份有限公司于1999年11月5日由中国石油天然气集团公司发起成立後，2000年4月6日在美国纽约证券交易所发行托管股份，2000年4月7日在香港交易所以1.27元发行价挂牌上市，2007年11月5日在上海证券交易所以人民币16.7元发行价挂牌上市。在上证所上市当天即超越艾克森美孚成为全球最大市值的上市公司。不到半年，中石油便跌破发行价。
2007年11月7日，恒指服务公司宣布中国石油天然气股份加入恒生指数成份股（蓝筹股），指数比重是第三大，仅次于汇丰和中国移动，2007年12月10日起生效。 
巴西2006年发现深海盐下油田引起世界注目，巴西有潜力成为世界前三大产油国，2018年中石油、中海油等联合竞标，得到巴西东部海域的利贝拉油田区块35年开采权。

## 争议

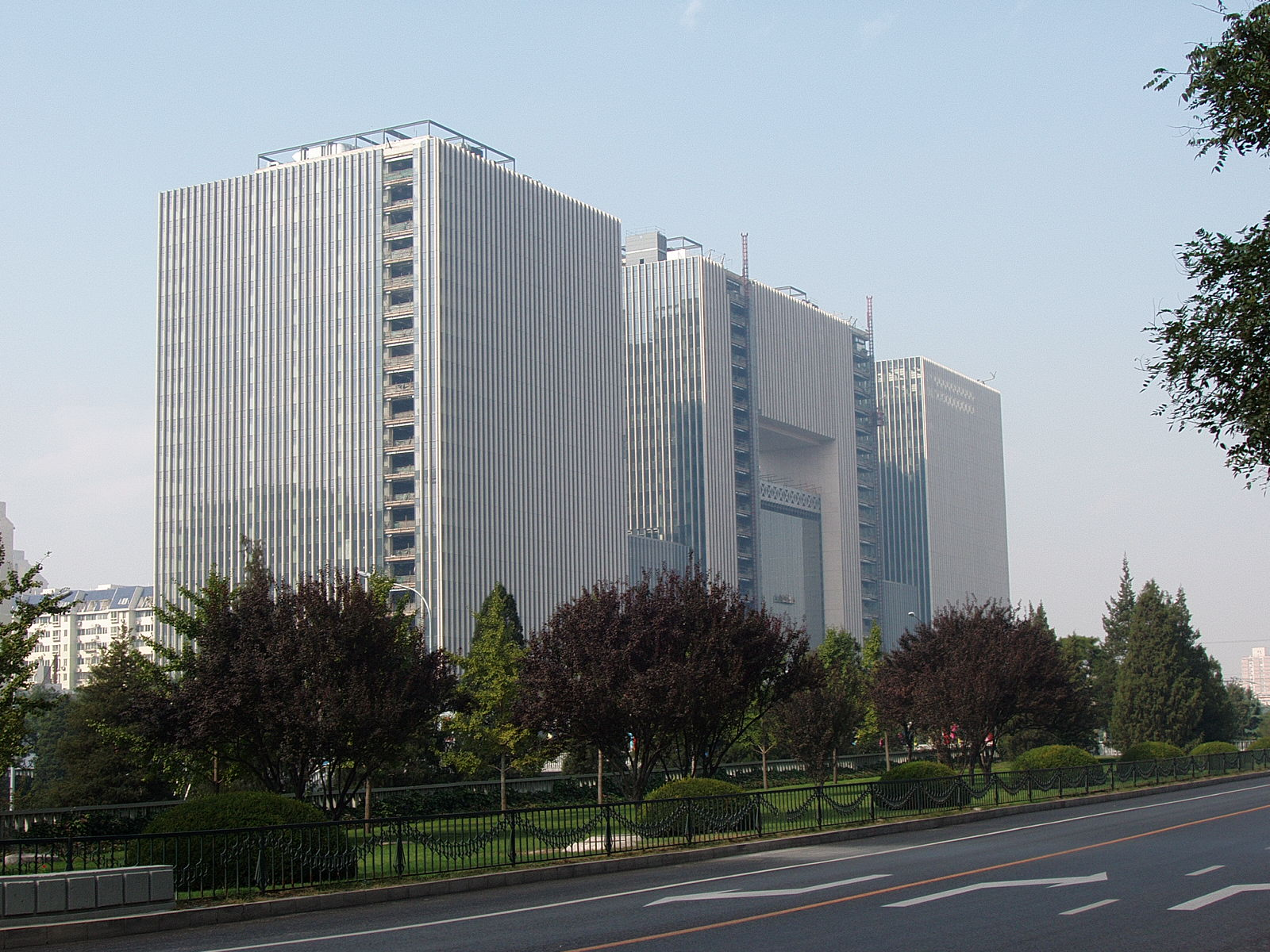
位于北京市东城区东直门的地标型建筑——中国石油总部大楼图二

中国石油一直被中國舆论所诟病。其股票价格暴跌、油价居高不下都是被大众舆论征讨的焦点问题。 